# Frontera entre Micronèsia i les Illes Marshall
La frontera entre Micronèsia i les illes Marshall es completament marítima i es troba a l'oceà Pacífic.
La línia de delimitació entre la zona econòmica exclusiva i la plataforma continental de les illes Marshall (Ebon, Namdrik, Ujae Ujelang) i la zona econòmica exclusiva i la plataforma continental dels Estats Federats de Micronèsia (Kosrae, Pingelap, Mokil, Pohnpei, Pakin) és fundada sobre l'equidistància, conforme l'establert en el dret internacional.
La línia es compon d'una sèrie de línies geodèsiques que connecten, en l'ordre esmentat, els punts següents, definits per les seves coordenades geogràfiques:
- Punt a : 10°25'25.00" N 157°27'50.00" E
- Punt b : 9°39'44.00" N 158°10'26.00" E
- Punt c : 8°33'26.00" N 159°24'13.00" E
- Punt d : 8°18'31.00" N 160°09'47.00" E
- Punt e : 7°59'010.00" N 161°00'01.00" E
- Punt f : 7°51'24.00" N 162°37'27.00" E
- Punt g : 8°03'31.00" N 163°04'18.00" E
- Punt h : 7°11'01.00" N 164°20'22.00" E
- Punt i : 6°17'01.00" N 165°30'35.00" E
- Punt j : 3°33'25.00" N 165°40'34.00" E
- Punt k : 3°11'29.00" N 165°38'06.00" E